# سیاره فرولایه‌ای

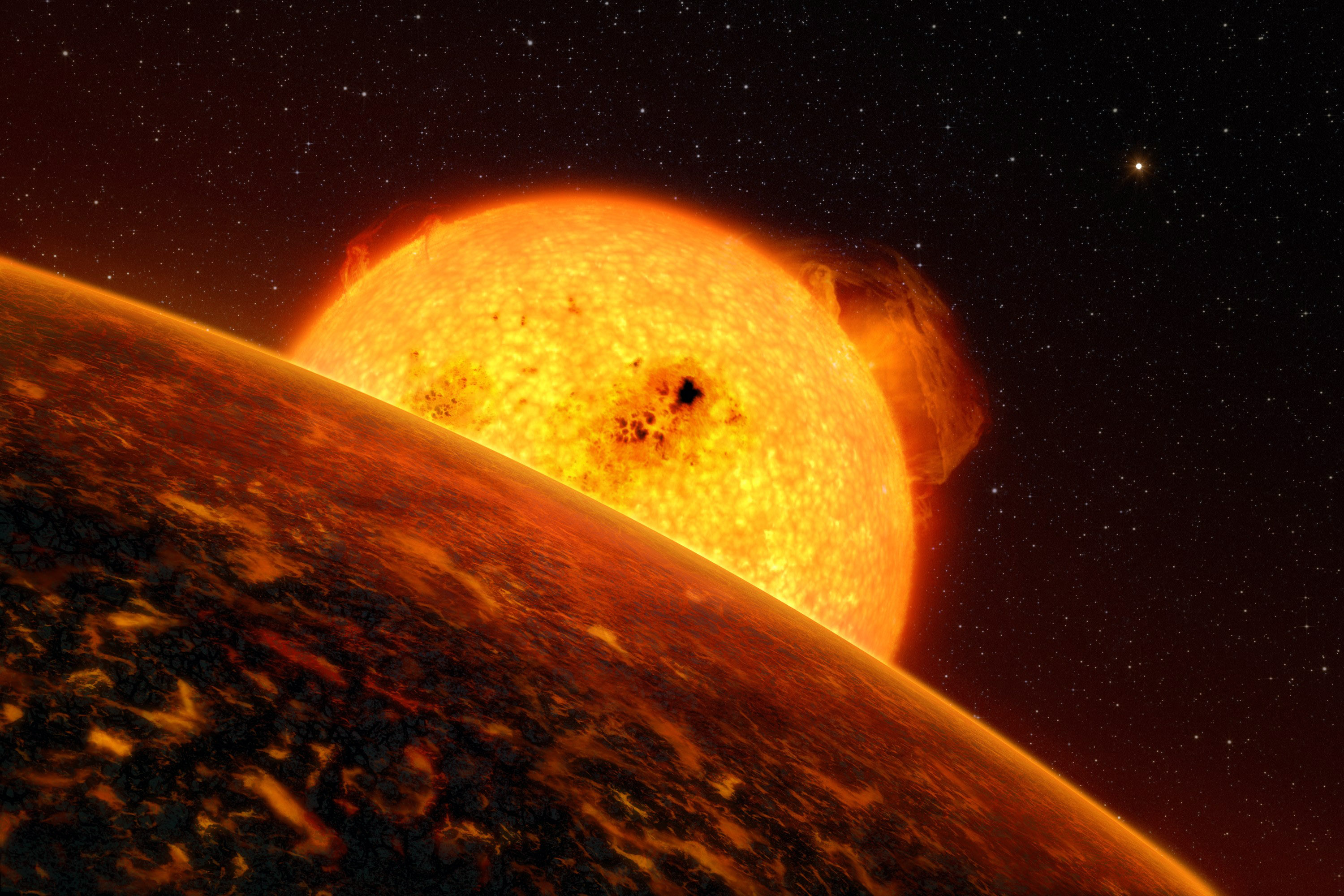
نگاره فرضی از کوروت- ۷بی.

سیارات فرولایه‌ای (انگلیسی: Chthonian planet) رده‌ای از اجرام فضایی فرضی هستند که ممکن است در نتیجه ناپدید شدن جو هیدروژنی و هلیومی غول‌های گازی و دیگر لایه‌های بیرونی این غول‌ها به وجود آمده باشند. به این فرایند گریز هیدرودینامیکی گفته می‌شود.
یک چنین لایه‌زدایی جوی معمولاً در نتیجه نزدیک شدن یک ستاره به غول گازی مورد نظر پیش می‌آید. هسته صخره‌ای و فلزی که بعد از این فرایند باقی می‌ماند از بسیاری جهات به سیاره‌های زمین‌سان شباهت پیدا می‌کند.
کوروت- ۷بی نخستین سیاره کشف‌شده فراخورشیدی است که ممکن است از نوع فرولایه‌ای باشد.